# Mura (piłkarz)
Mura, właśc. Maurício Pereira Barros (ur. 4 lutego 1944 w Recife) – piłkarz brazylijski, występujący na pozycji prawy obrońcy.

## Kariera klubowa
Karierę piłkarską Mura rozpoczął w klubie Botafogo FR, w którym grał w 1963–1967, 1967–1969, 1970–1971. Z Botafogo dwukrotnie zdobył mistrzostwo stanu Rio de Janeiro – Campeonato Carioca w 1967 i 1968 oraz wygrał Torneio Rio-São Paulo w 1966 roku. W Botafogo 8 sierpnia 1971 w zremisowanym 0-0 meczu z Américą Rio de Janeiro Mura zadebiutował w lidze brazylijskiej. Ostatni raz w lidze Mura wystąpił 19 grudnia 1971 w przegranym 0-1 meczu z Clube Atlético Mineiro, w którym został ukarany czerwoną kartką. Ogółem wystąpił w lidze brazylijskiej w 13 meczach. W 1967 roku występował w Clube Atlético Mineiro, a w 1969 w EC Bahia. Karierę zakończył w Paysandu Belem w 1973 roku.

## Kariera reprezentacyjna
W 1964 roku Mura uczestniczył w Igrzyskach Olimpijskich w Tokio. Na turnieju Mura był podstawowym zawodnikiem i wystąpił we wszystkich trzech meczach grupowych reprezentacji Brazylii z Egiptem, Koreą Południową i Czechosłowacją.